# 海水解琼脂曲杆菌
海水解琼脂曲杆菌（学名：Agaribacter marinus）也称海洋降琼脂杆菌或海洋琼脂杆菌，是解琼脂曲杆菌属的下属物种。此物种是一种革兰氏阴性、嗜温、需氧、运动性且过氧化氢酶阳性的杆状细菌。此物种最早从日本高知市室户市的地表海水中分离出来。